# 莎拉·波尔克·福尔
莎拉·「萨利」·波尔克·杰顿·福尔（1847年4月1日—1924年7月22日）是美国田纳西州纳什维尔一位富裕的社交名流及慈善家，前第一夫人莎拉·查尔德瑞斯·波尔克的外甥女和非正式的养女。其母亲在她仅几个月大的时候就撒手人寰。萨利和外祖母生活在一起，后者则在女儿莎拉的丈夫——美国总统詹姆斯·诺克斯·波尔克去世后，将萨利交给了莎拉。
萨利在波尔克家的私宅中长大。1865年，与乔治·福尔结婚，之后育有一女塞迪（Saidee）。1891年莎拉去世后，萨利继承了波尔克的财产，包括诸多艺术品和文件。她随后将这些出售及赠送给了美国国会图书馆。莎拉还将部分总统的物品留给了塞迪。萨利在去世前不久，与女儿共同组建了詹姆斯·K·波尔克纪念协会（James K. Polk Memorial Association）。1929年，塞迪与田纳西州合作，将位于哥伦比亚的总统住所对公众开放，成为一座展览馆。

## 生平

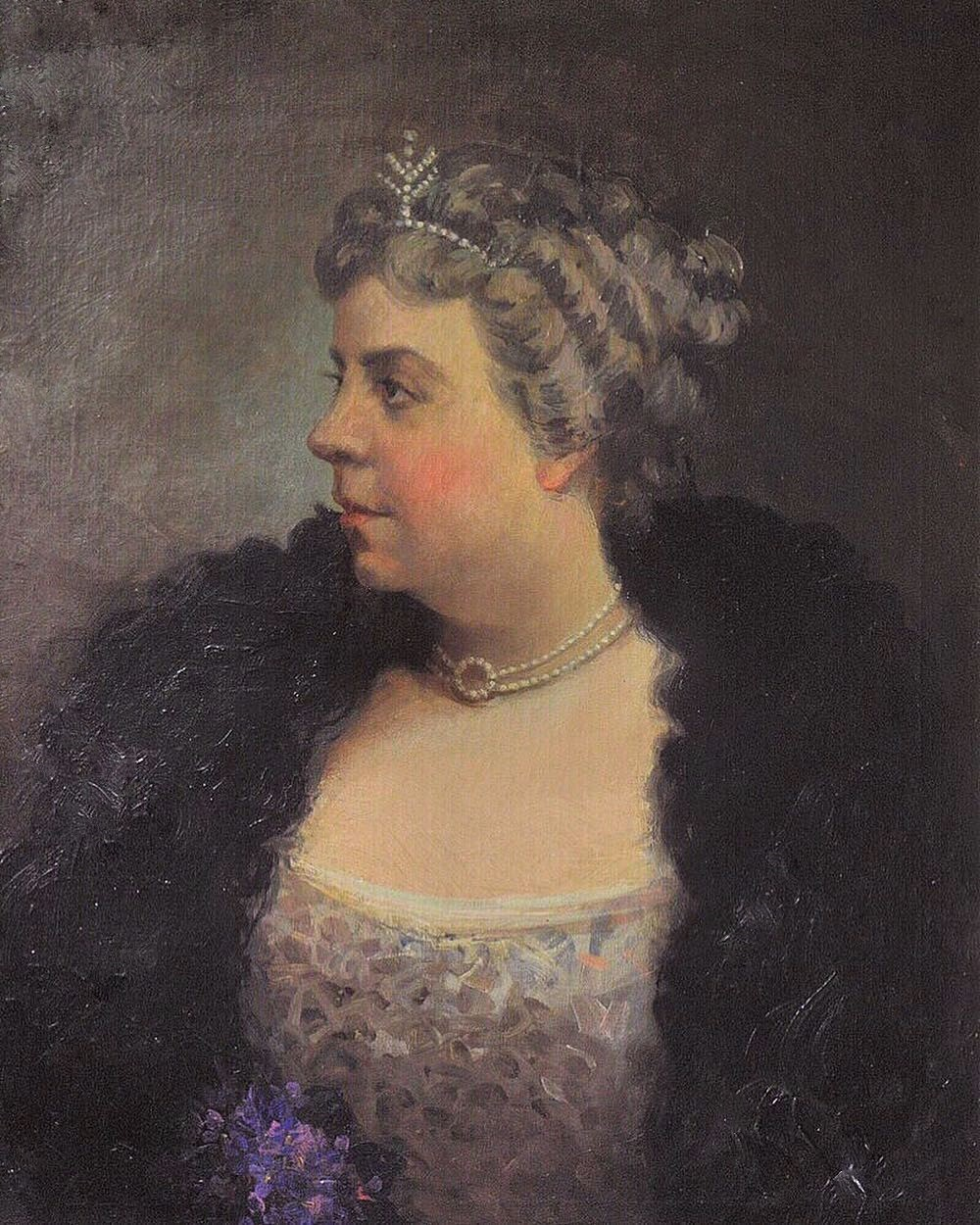
萨利的肖像

萨利·杰顿在1847年出生于美国田纳西州的拉瑟福县，其父亲是农民及土地拥有者罗伯特·杰顿，母亲是玛丽·查尔德瑞斯。玛丽是安德森·查尔德瑞斯的女儿，后者则是第一夫人莎拉·查尔德瑞斯的兄长:1。
萨利出生几个月后母亲便过世了，父亲无力独自抚养她。于是她被带到祖母伊丽莎白·查尔德瑞斯那里，待了一小段时间，直至1849年詹姆斯·诺克斯·波尔克总统离世。总统夫人莎拉沉湎于丈夫的死亡，变得足不出户。伊丽莎白此时已年逾七十，她将萨利带到莎拉那里，并要她好好照顾。1850年之后，莎拉同意监护萨利。
许多认识莎拉的人都对她抚养孩子持怀疑态度。法官约翰·卡特恩如此评论道：“你不是一位负责小孩的女士；你，应该一直专注于政治与社交事务……”尽管如此，莎拉仍旧决定做萨利的监护人，还让一位护士和一名女仆照料萨利。莎拉经常将萨利当作自己的女儿，报纸则将她萨利视为莎拉的养女。莎拉也对抚养萨利十分自豪。后者则在这位前第一夫人的后半生中一直陪伴着她。1865年，莎拉主持了萨利与乔治·福尔的婚礼。此后新郎也搬来一同居住，直到1871年女儿塞迪出生:186。莎拉十分喜爱这个小女孩:251。

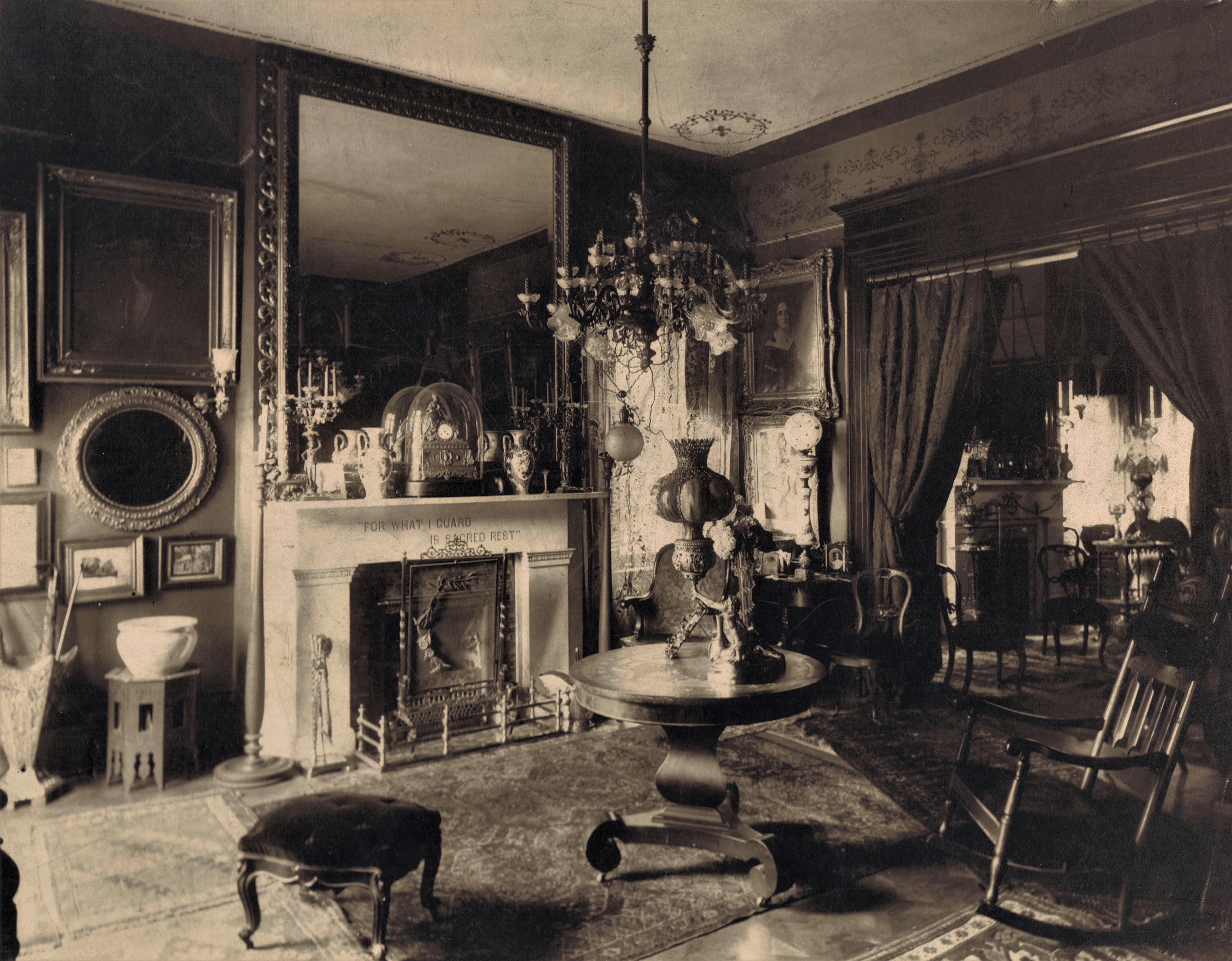
萨利家中展示的物品

1891年莎拉去世后，萨利成为了波尔克遗产的唯一继承者，莎拉将波尔克的财物、家中的物品以及总统的文件交给了萨利，还将一些总统的私人物品赠送给了塞迪，包括手表与眼镜。萨利则在1900年代早期把总统的文件出售及捐赠给了国会图书馆，还把一件莎拉在就职典礼上穿着的礼服和一把扇子捐赠给了史密森尼学会。1905年，萨利开放了其位于纳什维尔的家来进行社交聚会，以展示继承自莎拉的物品，并讲述波尔克总统的遗物。在这些聚会和其他社交场合中，萨利都自称为总统的女儿。1922年时，她仍居住于纳什维尔。

## 去世及遗产
萨利于1924年患病，并于7月22日离世，享年77岁。全国上下的报纸都在报道这一消息：“波尔克总统的养女去世”。她将剩余未捐给国会图书馆或史密森尼学会的大部分物品都留给了女儿塞迪。逝世前不久，她帮助女儿与其他纳什维尔的妇女合作，设立了詹姆斯·K·波尔克纪念协会，主要目的是保护总统所遗留的财产。
1929年，萨利的女儿塞迪与田纳西州一道，买下了仅存的一座总统居住过的私宅。该住宅位于田纳西州的哥伦比亚，由总统的父亲萨缪尔于1816年建造，并在总统与莎拉·查尔德瑞斯结婚前6年成为总统的居所。1929年纪念协会获取这处房屋后，建立了詹姆斯·K·波尔克的总统展览馆。波尔克家中原本由萨利继承后遗留给塞迪的物品被送到了展览馆。之后又添入了一处喷泉，一个花园坛子，以及一扇来自波尔克家的大门。

## 延伸阅读
- Gould, Lewis L. . Taylor & Francis. 2001: 89. ISBN 9780415930215.
- Hendricks, Nancy. . ABC-CLIO. 2015-10-13: 91. ISBN 9781610698832.
- . Tennessee Portrait Project.   [2019-07-08]. （原始内容存档于2009-07-15）.